# Teodor Wickstrom
Werner Teodor Wickstrom (ur. 1900, zm. ok. 1990) – szwedzki duchowny metodystyczny, pod koniec lat 40. XX wieku superintendent Kościoła Metodystycznego w Polsce w latach 1948–1949.

## Życiorys
Działał jako duchownym metodystyczny w Polsce, w okresie stalinizmu. Superintendentem Kościoła Metodystycznego w Polsce został po udaniu się na emigrację dotychczasowego zwierzchnika Kościoła, ks. sup. Konstantego Najdera. Sam Wickstrom utracił funkcję superintendenta, gdy wyjechał do Szwecji i odmówiono mu wizy do Polski, umożliwiające dalsze sprawowanie urzędu.